# 2015年のル・マン24時間レース

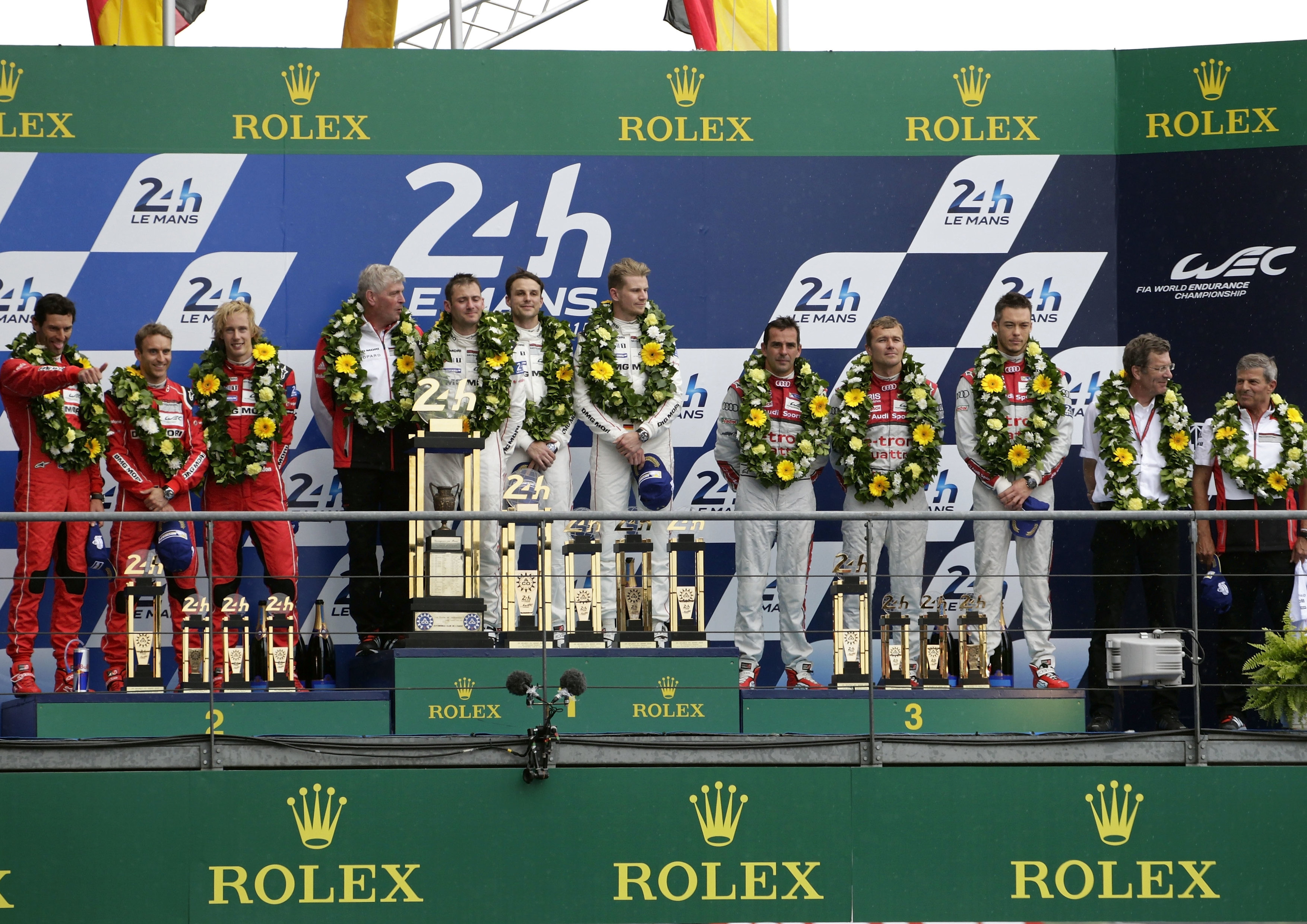
レース後の表彰式で表彰される総合順位上位3位入賞メンバーら

2015年のル・マン24時間レース（仏: 24 Heures du Mans 2015）は、フランス西部自動車クラブ (ACO) が統括する83回目のル・マン24時間レースであり、2015年のFIA 世界耐久選手権(WEC)の第3ラウンドでもある。2015年6月13日から6月14日にかけてフランスのサルト・サーキットで行われた。決勝レースの2週間前の5月31日にテストデーが実施された。

## 概要
予選でタイムレコードを出したニール・ジャニのドライブにより、ポルシェ・919ハイブリッドの18号車に乗るジャニ、ロマン・デュマ、マルク・リープ組が、ポールポジションを獲得した。決勝レースでは、ポルシェ・919ハイブリッドの19号車に乗るニック・タンディに、ル・マン24時間レースに初参戦したアール・バンバーとニコ・ヒュルケンベルグで構成された3人組が、2位のポルシェ17号車に乗るマーク・ウェバー、ブレンドン・ハートリー、ティモ・ベルンハルト組に1ラップ差をつけて優勝した。ポルシェは、1998年以来となる通算17度目の総合優勝を果たした。2位のポルシェの1周後方の3位に、前年の優勝者であったブノワ・トレルイエ、マルセル・フェスラー、アンドレ・ロッテラーら3人がドライブするアウディ7号車が、アウディ勢の最先着車として入っている。
LMP2クラスでは、KCMGチームのオレカ-ニッサン47号車に乗るリチャード・ブラッドリー、マシュー・ハウソン、ニコラ・ラピエール組が、クラス優勝した。彼等3人組は同一クラス内ポール・トゥ・ウィンを決めて一時は2位以下を周回遅れにするなど終始レースをリードしていたが、スピンやコースオフなどのミスで、クラス2位のJOTAスポーツチームのギブソン-ニッサン38号車とのタイム差は結局48秒差に留まった。KCMGとTDSレーシングは、オレカが開発した新型LMP2カーのオレカ・05を使用して本シーズンのWECに参戦していた。
LMGTE Proクラスでは、2台体制で臨んだコルベット・レーシングは63号車が予選中の事故で決勝レースの出場を断念して単独出走に追い込まれたが、決勝レースに出走した64号車に乗ったオリヴァー・ギャヴィン、トミー・ミルナー、ジョーダン・テイラーら3人が、2011年以来となるクラス優勝をもたらした。レース中はAFコルセ・フェラーリ51号車と激しく首位を争っていたが、レース後半に51号車がギヤボックストラブルによる修理作業で30分あまりピットに釘づけとなってしまい優勝争いから脱落すると、終盤は残るAFコルセ・フェラーリ71号車を相手に5周差をつけて余裕の勝利となった。
LMGTE Amクラスでは、ポール・ダラ・ラナがドライブするアストンマーティン98号車がレース終了45分前という時間でフォード・シケインにてクラッシュ事故を起こし、勝利を目前にして痛恨のリタイアを喫した。混戦のLMGTE AmクラスはSMP・レーシング72号車が優勝をつかみ取ることとなった。

## スケジュール
| スケジュール                              | スケジュール                     | スケジュール                               |
| 日程                                      | 時刻 (CEST)                      | イベント                                   |
| ル・マン テストデー スケジュール          | ル・マン テストデー スケジュール | ル・マン テストデー スケジュール           |
| ----------------------------------------- | -------------------------------- | ------------------------------------------ |
| 5月29日(金)                               | 09:00 - 18:00                    | 管理チェック、公開車検（サーキット）       |
| 5月30日(土)                               | 08:30 - 15:00                    | 管理チェック、公開車検（サーキット）       |
| 5月31日(日)                               | 09:00 - 13:00                    | テスト・セッション                         |
| 5月31日(日)                               | 14:00 - 18:00                    | テスト・セッション                         |
| 2015年のル・マン24時間レース スケジュール |                                  |                                            |
| 6月7日(日)                                | 14:30 - 19:00                    | 管理チェック、公開車検（リパブリック広場） |
| 6月8日(月)                                | 10:00 - 18:00                    | 管理チェック、公開車検（リパブリック広場） |
| 6月10日(水)                               | 16:00 - 20:00                    | フリー・プラクティス                       |
| 6月10日(水)                               | 22:00 - 00:00                    | 予選                                       |
| 6月11日(木)                               | 19:00 - 21:00                    | 予選                                       |
| 6月11日(木)                               | 22:00 - 00:00                    | 予選                                       |
| 6月13日(土)                               | 09:00 - 09:45                    | ウォームアップ                             |
| 6月13日(土)                               | 15:00                            | 第83回ル・マン24時間レース スタート        |
| 6月14日(日)                               | 15:00                            | 第83回ル・マン24時間レース フィニッシュ    |

## サーキットとレギュレーションの変更点

サルト・サーキットのレイアウト

2014年のル・マン24時間レースの開催中に導入された「スローゾーン」というシステムに関して、ACOの定めるレギュレーションの2015年改訂版によると、スローゾーン内の速度制限は前年の60km/h（37mph）から80 km/h (50 mph)に緩和された。サーキットのゾーンの数は、マーシャルをサポートする為に各ゾーンに設置された新しい照明システムと一緒に19から35に増やされた。雨中で行われた前戦（WECの第2ラウンド）のスパ6時間レースでの非常に悪い視界の為に2台のプロトタイプレーシングカーの衝突が引き起こされた対応として、LMPのプロトタイプレーシングカーを走らすチームに雨用フラッシュライトを、（WECの第3ラウンドの）ル・マンから追加で装備が義務付けられた。ミュルサンヌ・コーナー（ユノディエール）からコルベット・カーブにかけて、サーキットの改修が行われた。ミュルサンヌ・コーナーからインディアナポリス・コーナーの区間とインディアナポリス・コーナーとポルシェ・カーブの区間には、以前と同じ場所に縁石が残されながらもコースサイドにも舗装がなされた。ポルシェ・カーブの最初のコーナーの外側に大きなラン・オフ・エリアを設置すると同時に、内側にセイファー・バリアという衝撃壁が設けられた。コルベット・コーナーにもグラベル（砂利）のラン・オフ・エリアが設置された。

## エントリー

### 自動エントリー
自動エントリーの権利は前年度チャンピオンチーム、またはユナイテッド・スポーツカー選手権、ヨーロピアン・ル・マン・シリーズ、アジアン・ル・マン・シリーズといったル・マンをベースとしたシリーズの優勝者に与えられる。またいくつかのシリーズは2位にも与えられた。2015年シーズンのFIA 世界耐久選手権（WEC）にフルシーズン参戦するチームは自動的に招待枠を得た。自動エントリーが認められたチームは、車両は前年度の車両から変更することができるが、カテゴリーの変更は認められない。ヨーロピアン・ル・マン・シリーズのLMGTEカテゴリーの優勝者と2位には、LMGTE ProかLMGTE Amか出場するクラスを2つのカテゴリーから選択する権利が与えられるが、GTクラスの優勝者にはLMGTE Amクラスしかエントリーできない。アジアン・ル・マン・シリーズの2つのGTCクラスからの参戦者もLMGTE Amクラスしかエントリーできない。
2014年12月15日、ACOは自動エントリーリストを発表した。
| エントリー条件                                                    | LMP1                              | LMP2                     | LMGTE Pro       | LMGTE Am                       |
| ----------------------------------------------------------------- | --------------------------------- | ------------------------ | --------------- | ------------------------------ |
| 前年度優勝                                                        | アウディ・スポーツチーム ヨースト | Jotaスポーツ             | AFコルセ        | アストンマーティン・レーシング |
| 2014年のヨーロピアン・ル・マン・シリーズ優勝                      |                                   | シグナテック・アルピーヌ | SMP・レーシング | SMP・レーシング                |
| 2014年のヨーロピアン・ル・マン・シリーズ2位                       |                                   | AFコルセ                 | AFコルセ        |                                |
| 2014年のヨーロピアン・ル・マン・シリーズ GTCクラス優勝            |                                   | SMP・レーシング          |                 |                                |
| 2014年のユナイテッド・スポーツカー選手権 「at-large」枠エントリー | ウェイン・テイラー・レーシング    | スクーデリア・コルサ     |                 |                                |
| 2014年のアジアン・ル・マン・シリーズ優勝                          | オーク・レーシング                | チーム・AAI              |                 |                                |
| 2014年のアジアン・ル・マン・シリーズ2位                           |                                   | チーム・AAI              |                 |                                |

### エントリーリスト
2015年シーズンのFIA 世界耐久選手権とヨーロピアン・ル・マン・シリーズのエントリーリスト発表と一緒に、ACOはフル・グリッド枠となる56台の車と7台のリザーブチームから成る2015年のル・マン24時間レースのエントリーリストを発表した。内訳は、FIA 世界耐久選手権からの参戦が35台、ヨーロピアン・ル・マン・シリーズからの参戦が13台、3台がユナイテッド・スポーツカー選手権からの参戦、2台がアジアン・ル・マン・シリーズからの参戦となり、残りがル・マン1戦のみに出走する車で埋められた。本年は、環境技術を志向した車に与えられる章典外の特別枠“ガレージ56”からのエントリーはなかった。

### リザーブ
ACOに予備エントリーされた7つのリザーブチームが出場できるのはLMP2とLMGTE Amの2つのカテゴリーに限定される。アルガルヴェ・プロ・レーシングはLMP2の予備エントリーを辞退した一方で、ライリー・モータースポーツは、サード・モランの2台目がFIA 世界耐久選手権から撤退した時に予備エントリーリストから昇格して本戦に出場を果たした。5つのリザーブチーム（LMP2に登録した2台目のSMPレーシング、LMP2に登録した2台目のイバニェス・レーシング、3台目のプロトン、フォーミュラ・レーシング・フェラーリ、ガルフ・レーシング・ポルシェ）は、そのまま本戦に出場せずに終わった。

## テスト・セッションとフリー・プラクティス
5月31日に、56台の正式エントリーチームとリザーブチームのKCMG（オレカ-ニッサン）、イバニェス（オレカ-ニッサン）、ガルフ・レーシング・ポルシェ、フォーミュラ・レーシング・フェラーリを含む全車のル・マンのテストデーがサルト・サーキットで開かれた。ジネッタの2台のLMP3カーとAFコルセ・フェラーリが追加した2台のLMGTE Amカーもテストデーに参加した。断続的に降る雨によって、サーキット上がドライな状況とウェットな状況が交互に繰り返される環境下で、2回の4時間ずつのセッションが実施された。1回目のセッションで、ポルシェ18号車に乗るニール・ジャニが3分21秒945のタイムを出したが、僚機のポルシェ17号車に乗るブレンドン・ハートリーが3分21秒061のタイムを出して記録を更新した。アウディ勢のベストタイムは9号車に乗るマルコ・ボナノミの3分22秒307である一方で、トヨタは奮闘したが3分25秒321のラップ・タイムに終わった 。オーク・リジェ-ホンダ34号車に乗るラウレンス・ヴァントールはLMP2で最速のドライバーとなり、アストンマーティン・レーシングはLMGTE Proクラスで97号車に乗るダレン・ターナーが最速タイムを出し、LMGTE Amクラスでも98号車でペドロ・ラミーが最速タイムを出した。LMP1 Hyridクラスに参戦する日産・GT-R LM NISMOの3台が、このセッションで初めてFIA 世界耐久選手権に登場したが、他のLMP1カーのペースに全く追いつくことが出来なかった。
6月10日水曜日の午後に、4時間のフリー・プラクティスが行われたが、雨混じりの天候で再び路面は濡れたり乾いたり安定しない難しい状態となった。マーク・ウェバーが3分21秒362のラップ・タイムを出し、このセッションにおけるラップリーダーに再びポルシェ17号車が立った。アウディはデュバルが3分21秒950のラップ・タイムを出し、およそ半秒差で続いた。LMP2のカテゴリーでは、KCMGが投入した新LMP2カーのオレカ・05の1台だけが3分40秒の壁を破り、それをドライブするリチャード・ブラッドリーが、ライバルのオーク・リジェ-ホンダ34号車にまるまる1秒の差を付ける3分39秒897のラップ・タイムを出している。KCMGのレースカーは、ミュルサンヌ・ストレートの最初のシケインで止まり、このセッションでの最初の赤旗中断を惹き起こした。マーフィ・プロトタイプスのオレカ-ニッサン48号車は、ドライバーのマーク・パターソンがポルシェ・カーブでスピンしてセイフティ・バリアにぶつかった為、このセッション2度目の中断を招いている。LMGTE Proのカテゴリーでは、再びアストンマーティン勢が席巻し、99号車のリッチー・ステイナウェイが3分55秒895のタイムを出し、コルベット64号車とアストンマーティン97号車が続いた。LMGTE Amのカテゴリーでは、アストンマーティン98号車のマティアス・ラウダがプロトン・ポルシェ勢とほぼ2秒差のリードを築き、ラップリーダーの地位を維持した。

## 予選
6月10日水曜日の夜間に、合計3回実施される予選の1回目が、その週で初めてとなるドライ・コンデション下で行われた。最初のタイム計測が始まってすぐ、これまでの予選タイムレコードを大きく上回った。ポルシェ17号車のティモ・ベルンハルトの最初のタイム・アタックで、2008年のル・マン24時間レースでプジョー・908 HDi FAPが出した3分18秒513の予選タイムレコードを1秒近く短縮する3分17秒767のタイムを出すと、更にポルシェ18号車のニール・ジャニが3分16秒887のタイムを出して上回った。中断後のセッションでは、誰もそのタイムを更新する者が現れず、18号車が暫定ポールポジションを獲得し、3台のポルシェ・919ハイブリッドがそのまま順位を維持して上位3位を独占した。PPタイムに3秒近く遅れてアウディ8号車のロイック・デュバルが3分19秒866のタイムで続いた。トヨタ勢は2号車に乗るステファン・サラザンの奮闘にもかかわらず、アウディ勢の最後着車に遅れること約2秒の3分23秒543のタイムであった。日産勢はタイムを3分38秒468に詰めたが、PPタイムからほぼ20秒差をつけられた。
このセッションにおけるLMP2の最速タイムを出したのは、又してもKCMGチームのオレカ-ニッサン47号車に乗るリチャード・ブラッドリーで、グリーヴス・モータースポーツのギブソン-ニッサン41号車に1秒近く差を付ける3分38秒032のタイムを出した。グリーヴスのル・マン初参戦ドライバーであるガタン・パレトウは、ミュルサンヌ・コーナーのセイフティ・バリアに衝突し、ピットまで曳航されて戻ってこなければならなくなった時、このセッション唯一の中断が起きた。アストンマーティンは、カテゴリー内の総合順位で4台または5台が上位をリードして、1回目の予選セッションにおけるLMGTEカテゴリーを支配した。99号車のリッチー・ステイナウェイが3分54秒928でLMGTE Proクラスの最速タイムを出した一方で、LMGTE Amクラスにエントリーしている98号車のペドロ・ラミーは3分55秒102のタイムを出してLMGTE Amクラスの最速タイムを出しただけでなく、全LMGTEカテゴリー中でも2番目のタイムであった。ジャンマリア・ブルーニのAFコルセ・フェラーリ51号車は全LMGTEカテゴリー中3番目のタイムを出していたが、サーキット内の速度制限をオーバーして彼らの最速タイムを出したとしてグリッドの降格処分を受けた。アストンマーティン勢はLMGTEの両クラスで暫定PPを獲得している。
当初の天気予報では、翌日12日木曜日の予選セッションは雨が降ると予測したが、結果的には外れた。2回の予選セッションで各チームは、よく晴れてはいたが蒸し暑い状況下に置かれた。ポルシェ19号車のニック・タンディは3分18秒862のタイムを刻んで前日の予選セッションのタイムを更新したが、暫定グリッドでの3番手というポジションには変わりがなかった。アウディ7号車は上位10位以内に入るレースカーで唯一ラップ・タイムの更新で順位が上昇した車であった。TDSレーシングは2回目の予選セッションで3分40秒441というLMP2クラスの最速タイムを出したが、まだ前日にKCMGが出した暫定PPタイムに2秒超も遅れを取っていた。LMGTEのカテゴリーも同様に前日の上位陣が留まり続けており、アストンマーティン勢が上位4位を占めている状況に変化はなかった。セッション中に2度、大きな事故が発生して中断が生じた。1度目は、AFコルセ・フェラーリ55号車のダンカン・キャメロンがグラベル（砂利）につかまって立ち往生し、約15分間セッションが中断した。2度目の中断は、コルベット・レーシング63号車のヤン・マグヌッセンがメカニカルトラブルに見舞われ、ポルシェ・カーブでレースカーのシボレー・コルベット C7.Rを2回バリアにぶつけてしまった。バリアの修復の為に2回目の予選セッションの中止を余儀なくされたが、3回目の予選セッションを30分拡大させてトータルの予選セッションの時間を調整した。でしてでの走行を断念し、63号車のコルベットは修復不能とされ、チームは63号車の出走を断念し、決勝レースは64号車のみの出走となった。
予選の最後となる3回目の予選セッションでの温度は冷え込み、より速いラップ・タイムも更新されるようになってきたが、黄旗が多く出されたこともあり、ジャニの暫定PPタイムを上回るタイムは出なかった。アウディ7号車は、このセッションにおけるベスト・タイムである3分20秒967のラップ・タイムを出したが、まだPPタイムには4秒及ばなかった。日産の3台のLMP1カーは全車ラップ・タイムを更新し、日産の最速ラップ車は（同じLMP1カテゴリーにエントリーしているチームの中では日産に次いで遅い）チーム・バイコレスのレースカーとのラップ・タイム差を1秒にまで詰めてきた。G-ドライブ・リジェ-ニッサン26号車は、KCMGのPPタイムに1秒以内にまで迫り、LMP2クラスで2番グリッドのポジションを得た。グリッド3番手のポジションはグリーヴス・モータースポーツが獲得した。LMGTE Proクラスでは、AFコルセ・フェラーリ51号車が予選1回目のタイムロスを3回目のセッションで挽回し、PPを獲得したアストンマーティン99号車にわずか0.1秒以内のタイム差に迫った。AFコルセ・フェラーリ71号車もクラス4番手まで順位を上げて、グリッド上位はアストンマーティンとフェラーリの両コンストラクター同士が二分する結果となった。LMGTE Amクラスでは、首位のアストンマーティン98号車とその1.5秒後方の2位のAFコルセ・フェラーリ83号車はグリッドを守ったが、SMPレーシングが予選2日目のセッションでは彼らのタイムを凌駕し、上位のアストンマーティン勢を分断して予選3位で2列目のグリッドを確保した。チームAAI・ポルシェ67号車は、セッション中に出火に見舞われ、ほぼ30分の間停まっていた。
ポルシェ・チームのPP獲得は、2014年のFIA 世界耐久選手権の上海6時間レースから6戦連続となる。また、ル・マン24時間レースに限ったPP獲得の記録ということならば、1997年以来18年振りとなる。

### 予選結果
各クラスのポールポジションは太字で表示。最速タイムは灰色地で表示。
| 順位 | クラス    | No. | チーム                                     | 予選1回目 | 予選2回目 | 予選3回目 | 差      | グリッド |
| ---- | --------- | --- | ------------------------------------------ | --------- | --------- | --------- | ------- | -------- |
| 1    | LMP1      | 18  | ポルシェチーム                             | 3:16.887  | 3.20.974  | 3.21.119  |         | 1        |
| 2    | LMP1      | 17  | ポルシェチーム                             | 3:17.767  | 3:20.980  | 3:21.065  | +0.880  | 2        |
| 3    | LMP1      | 19  | ポルシェチーム                             | 3:19.297  | 3:18.862  | 3:22.097  | +1.975  | 3        |
| 4    | LMP1      | 8   | アウディ・スポーツチーム ヨースト          | 3:19.866  | 3:21.681  | 3:22.678  | +2.979  | 4        |
| 5    | LMP1      | 7   | アウディ・スポーツチーム ヨースト          | 3:21.839  | 3:20.561  | 3:20.967  | +3.674  | 5        |
| 6    | LMP1      | 9   | アウディ・スポーツチーム ヨースト          | 3:21.081  | 3:22.494  | 3:20.997  | +4.110  | 6        |
| 7    | LMP1      | 2   | トヨタ・レーシング                         | 3:23.543  | 3:26.380  | 3:23.738  | +6.656  | 7        |
| 8    | LMP1      | 1   | トヨタ・レーシング                         | 3:23.767  | 3:25.233  | 3:24.562  | +6.880  | 8        |
| 9    | LMP1      | 12  | レベリオン・レーシング                     | 3:26.874  | 3:28.745  | 3:28.053  | +9.987  | 9        |
| 10   | LMP1      | 13  | レベリオン・レーシング                     | 3:31.933  | 3:38.044  | 3:28.930  | +12.043 | 10       |
| 11   | LMP1      | 4   | チーム・バイコレス                         | 3:40.368  | 3:36.825  | 3:37.167  | +19.938 | 29       |
| 12   | LMP1      | 22  | 日産・ニスモ                               | 3:41.400  | 3:42.230  | 3:36.995  | +20.108 | 30       |
| 13   | LMP1      | 23  | 日産・ニスモ                               | 3:38.468  | 3:38.954  | 3:37.291  | +20.404 | 31       |
| 14   | LMP2      | 47  | KCMG                                       | 3:38.032  | 3:40.624  | 3:39.147  | +21.145 | 11       |
| 15   | LMP1      | 21  | 日産・ニスモ                               | 3:51.289  | 3:39.992  | 3:38.691  | +21.804 | 32       |
| 16   | LMP2      | 26  | G-ドライブ・レーシング                     | 3:39.867  | 3:47.713  | 3:38.939  | +22.052 | 12       |
| 17   | LMP2      | 41  | グリーヴス・モータースポーツ               | 3:38.958  | 3:44.123  | 3:41.722  | +22.071 | 13       |
| 18   | LMP2      | 38  | Jotaスポーツ                               | 3:39.004  | 3:45.770  | 3:40.920  | +22.117 | 14       |
| 19   | LMP2      | 36  | シグナテック アルピーヌ                    | 3:40.438  | 3:41.477  | 3:39.699  | +22.812 | 15       |
| 20   | LMP2      | 46  | ティリエ・バイ・TDSレーシング              | 3:39.923  | 3:40.441  | 3:39.805  | +23.036 | 16       |
| 21   | LMP2      | 34  | オーク・レーシング                         | 3:40.058  | 3:43.853  | 3:40.078  | +23.171 | 17       |
| 22   | LMP2      | 48  | マーフィ・プロトタイプス                   | 3:44.513  | 3:41.827  | 3:40.690  | +23.803 | 18       |
| 23   | LMP2      | 28  | G-ドライブ・レーシング                     | 3:40.967  | 3:46.504  | 3:42.053  | +24.080 | 19       |
| 24   | LMP2      | 43  | チーム・サード モラン                      | 3:42.015  | No Time   | 3:41.250  | +24.363 | 20       |
| 25   | LMP2      | 29  | ペガサス・レーシング                       | 3:42.023  | 3:43.824  | 3:43.850  | +25.136 | 21       |
| 26   | LMP2      | 27  | SMPレーシング                              | 3:42.077  | 3:54.065  | 3:43.729  | +25.190 | 22       |
| 27   | LMP2      | 42  | ストラッカ・レーシング                     | 3:42.237  | 3:44.704  | 3:43.750  | +25.350 | 23       |
| 28   | LMP2      | 37  | SMPレーシング                              | 3:42.417  | 3:52.383  | 3:43.549  | +25.530 | 24       |
| 29   | LMP2      | 30  | エクストリーム・スピード・モータースポーツ | 3:44.675  | 3:42.862  | 3:42.453  | +25.566 | 25       |
| 30   | LMP2      | 31  | エクストリーム・スピード・モータースポーツ | 3:46.165  | 3:44.631  | 3:46.585  | +27.744 | 26       |
| 31   | LMP2      | 40  | クローン・レーシング                       | 3:44.899  | 3:44.854  | 3:45.491  | +27.967 | 27       |
| 32   | LMP2      | 45  | イバニェス・レーシング                     | 3:45.450  | No Time   | 3:48.220  | +28.463 | 33       |
| 33   | LMP2      | 35  | オーク・レーシング                         | 3:52.843  | 3:59.244  | 3:53.995  | +35.956 | 28       |
| 34   | LMGTE Pro | 99  | アストンマーティン・レーシング V8          | 3:54.928  | 3:59.263  | 3:57.041  | +38.041 | 34       |
| 35   | LMGTE Pro | 51  | AFコルセ                                   | 3:59.815  | 3:57.503  | 3:55.025  | +38.138 | 35       |
| 36   | LMGTE Am  | 98  | アストンマーティン・レーシング             | 3:55.102  | 4:00.110  | 3:59.081  | +38.215 | 36       |
| 37   | LMGTE Pro | 97  | アストンマーティン・レーシング             | 3:55.466  | 3:57.447  | 3:57.219  | +38.579 | 37       |
| 38   | LMGTE Pro | 71  | AFコルセ                                   | 3:57.216  | 3:58.398  | 3:55.582  | +38.695 | 54       |
| 39   | LMGTE Pro | 95  | アストンマーティン・レーシング             | 3:55.783  | 3:58.983  | 3:55.848  | +38.896 | 38       |
| 40   | LMGTE Pro | 63  | コルベット・レーシング-GM                  | 3:55.963  | 3:59.754  | No Time   | +39.076 | WD       |
| 41   | LMGTE Pro | 91  | ポルシェ AG チーム・マンタイ               | 3:57.192  | 3:57.843  | 3:56.618  | +39.731 | 39       |
| 42   | LMGTE Am  | 83  | AFコルセ                                   | 3:56.723  | 4:03.641  | 3:57.844  | +39.836 | 40       |
| 43   | LMGTE Am  | 72  | SMPレーシング                              | 3:57.271  | 3:58.837  | 3:56.877  | +39.990 | 41       |
| 44   | LMGTE Pro | 92  | ポルシェ AG チーム・マンタイ               | 3:57.667  | 3:58.721  | 3:56.922  | +40.035 | 42       |
| 45   | LMGTE Pro | 64  | コルベット・レーシング-GM                  | 3:57.081  | 4:00.025  | 3:58.689  | +40.194 | 43       |
| 46   | LMGTE Am  | 53  | ライリー・モータースポーツ-TI・オート      | 3:59.054  | 4:01.501  | 3:57.836  | +40.949 | 44       |
| 47   | LMGTE Am  | 77  | デンプシー-プロトン・レーシング            | 3:58.822  | 4:08.157  | 3:57.842  | +40.955 | 45       |
| 48   | LMGTE Am  | 88  | アブダビ-プロトン・レーシング              | 3:58.259  | 4:02.361  | 3:58.771  | +41.372 | 46       |
| 49   | LMGTE Am  | 55  | AFコルセ                                   | 3:59.091  | 4:03.765  | 3:58.433  | +41.546 | 47       |
| 50   | LMGTE Am  | 61  | AFコルセ                                   | 4:02.544  | 4:00.311  | 3:58.695  | +41.808 | 48       |
| 51   | LMGTE Am  | 62  | スクーデリア・コルサ                       | 3:58.946  | 4:05.332  | 4:03.162  | +42.059 | 49       |
| 52   | LMGTE Am  | 50  | ラルブル・コンペティション                 | 3:59.522  | 4:02.871  | 3:59.566  | +42.635 | 50       |
| 53   | LMGTE Am  | 66  | JMW・モータースポーツ                      | 4:00.551  | 4:03.881  | 3:59.612  | +42.725 | 51       |
| 54   | LMGTE Am  | 96  | アストンマーティン・レーシング             | 4:01.160  | 4:04.193  | 4:01.146  | +44.259 | 52       |
| 55   | LMGTE Am  | 68  | チームAAI                                  | 4:03.117  | 4:02.789  | 4:01.243  | +44.356 | 55       |
| 56   | LMGTE Am  | 67  | チームAAI                                  | 4:04.827  | 4:05.137  | 4:01.270  | +44.383 | 53       |

## 決勝

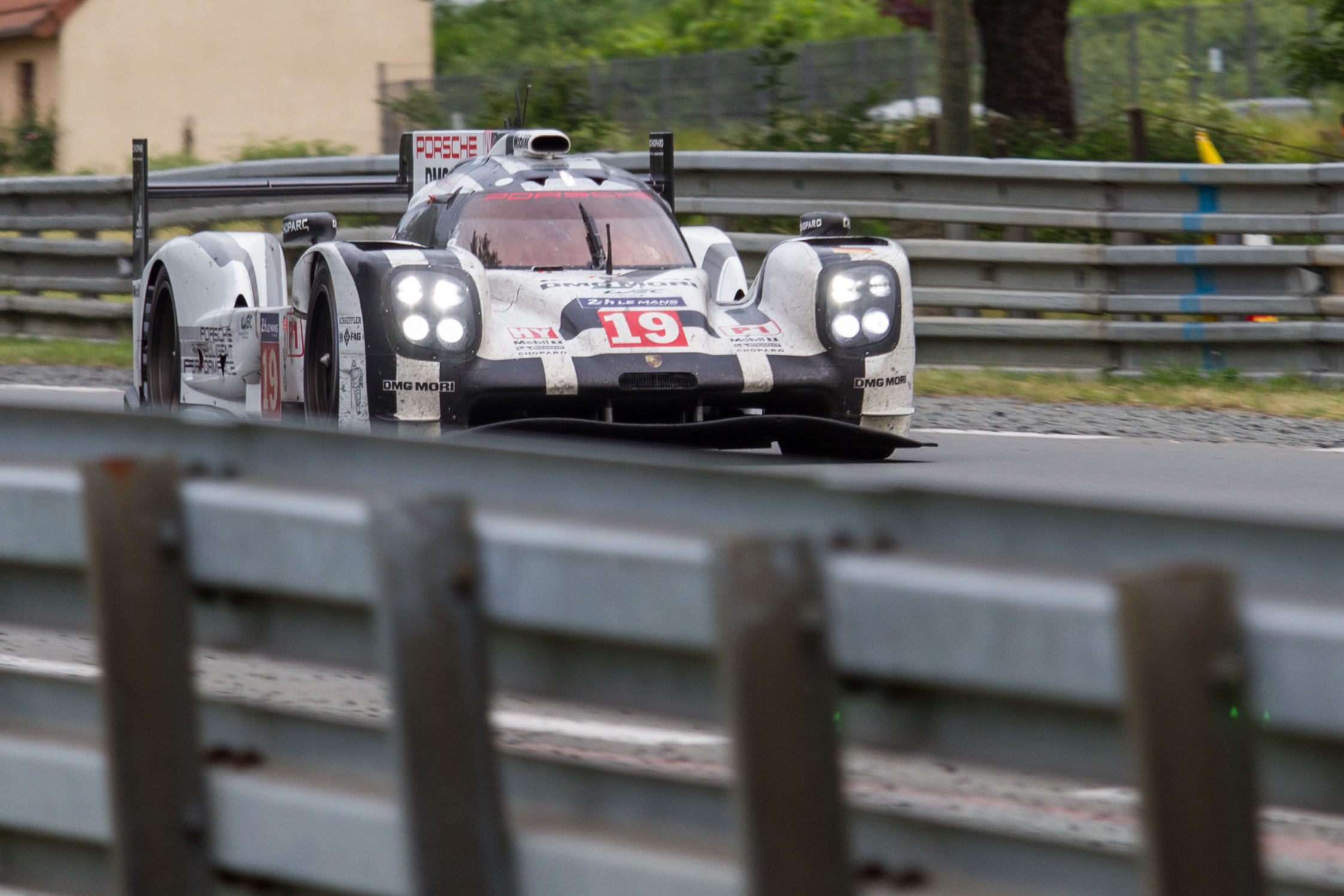
The ウィンニング・ランをするポルシェ・919ハイブリッド19号車。

6月13日土曜日の朝に、決勝レース前の45分間のウォームアップ・セッションが実施された。アウディ9号車のフィリペ・アルブケルケが3分19秒423のセッション最速タイムを出した。9号車以外のアウディの2台のレースカーも2位と3位を占めた。ポルシェチームのロマン・デュマが4位のタイムを出した。結果的にベルンハルトが出したタイムはセッション5位となったが、アルブケルケが記録を出す前まではこのセッション最速タイムであった。LMP2の最速タイムはミッチ・エヴァンスの出した3分39秒559であった。アストンマーティン97号車に乗るシュテファン・ミュッケはLMGTE Proクラスで最速タイムを記録し、プロトン・ポルシェ88号車に乗るクラウス・バフラーはLMGTE Amクラスで最速タイムを出した。ラルブル・コンペティション・コルベット50号車に乗るジャンルカ・ロダはポルシェ・カーブでクラッシュし、車の右前方の四分の一を損傷させた。
レース前のグリッド上の状況は乾いてよく晴れて、気温は19–22℃ (66–72 °F)の範囲で、路面温度は23–25℃ (73–77 °F)の間だった。ポールシッターのニール・ジャニがローリングスタートによるレースカーの隊列の先頭を走る中、CEST(UTC+2)の15時にフォード会長のビル・フォードによってトリコロール旗が降られ、決勝レースがスタートした。シボレー・コルベット63号車の出走断念により、55台がスタートに臨むはずであったが、日産23号車はクラッチトラブルでピットスタートとなった。ポルシェ17号車のベルンハルトが1周目に18号車のジャニを追い抜くと、アウディ勢3台がポルシェ19号車を2周目の終わりに追い越した。上位6台が数秒以内にひしめき合って集団を形成し、後続のトヨタ勢を引き離し始めた。レース開始後1時間が経とうとする頃、ミュルサンヌ・ストレートの第一シケインでマンタイ・ポルシェ92号車がオイル漏れを起こし始めてスピンした。ドライバーのパトリック・ピレは再び走り始めたが、すぐにミュルサンヌ・ストレートをさらに下ったコースの横に車を停めた。その直後、車のエンジン・ルームから出火した。この出火事故により92号車は決勝レースで最初のリタイアへと追い込まれた。ストラッカ・童夢-ニッサン42号車とレベリオン13号車は、92号車から漏れたオイルに乗ってシケイン内で衝突事故を起こして、レベリオンはグラベルに捕まってしまい、もう一方のストラッカ・童夢も修復の為にピットに戻らなければならなくなる事態となった。
ストレートに沿って流出したオイルを乾かす作業に22分間マーシャルが従事している間、レースを落ち着かせて安全に運営する為にセーフティカーが導入された。セーフティカーがコースから出てレースが再開した後、アウディ7号車のアンドレ・ロッテラーが前方を走るポルシェ勢2台を抜き去り一気にトップに立つと、その直後に今度はポルシェ19号車のニコ・ヒュルケンベルグが他のアウディ勢を抜いて4位に浮上した。LMP2クラスでは、セーフティカーがTDSレーシング46号車とKCMGのオレカ-ニッサン47号車の2台と他のライバルチームを40秒後方に引き離す形に作用した。KCMGのリチャード・ブラッドリーはセーフティカー導入で失っていたリードを取り戻しつつ、再スタート後のレースでTDSレーシングのトリスタン・ゴマンディと争うことが出来た。ロッテラーは7号車がスロー・パンクチャーを起こした為に余計なピット・ストップを強いられてトップを維持することをあきらめざるを得なくなり、替わって、ポルシェ17号車のブレンドン・ハートリーがトップに立った。インディアナポリス・コーナー手前でLMGTEカテゴリーのレースカーの一団がスローゾーンで急減速していたところ、アウディ8号車のロイック・デュバルは減速した前走車のAFコルセ・フェラーリ51号車を避けきれず、スピンを喫しガードレールにぶつかり、フロントを激しく壊してしまう。長時間のガードレールの復旧の為にセーフティカーが再び導入され、その間にデュバルは破損したレースカーを自走してピットに戻り、5分以内に修理を終わらせて8位でレースに復帰した。
数台のレースカーが2度目のセーフティカーが走っている間に、様々な問題に遭遇した。LMGTE Proクラスでアストンマーティン95号車に乗るニッキー・トゥヒームはパワーステアリングシステムのトラブルでピットに一直線に戻ることになり、僚機のアストンマーティン99号車が替わってクラス首位に立った。LMGTE Amクラスのプロトン・ポルシェ88号車はミュルサンヌ・ストレートの第2シケインでエンジンから出火し、2度目のセーフティカーの導入時間が延長した。セーフティカーの走行中、LMP2クラスのKCMGはTDSレーシングをリードし、LMGTE Proクラスでは、コルベット・レーシングで唯一決勝に出走している64号車、AFコルセ・フェラーリ71号車、2台の周回を重ねるアストンマーティン勢がテール・トゥー・ノーズの距離にまで接近し、セーフティカーの導入時間が終了した後、激しい争いを繰り広げた。オリヴァー・ギャヴィンのコルベットはLMGTE Proクラスのライバルたちを引き離した。LMGTE Amクラスのライリー・バイパー53号車は、アストンマーティン98号車やSMP・フェラーリ72号車と首位争いを繰り広げることを諦めた。2度目のセーフティカーがコースから出ていってレースが再開された時、ハートリーが乗るポルシェ17号車がトップに立っていたが、アウディ9号車に乗るアルブケルケがル・マンのラップ・タイムの新記録となる3分17秒647を出す猛烈な追い上げを見せた。アウディ9号車は、トップを走るポルシェ17号車に肉薄する位置におり、9号車のドライバーがレネ・ラストに交代した後も、依然としてポルシェ17号車に迫る状況に変わりはなかった。
レース開始から6時間までの間に、グリーヴスのギブソン・ニッサン41号車に乗るガリー・ヒルシュは、連続するS字コーナーを攻略中に車のパワーを失って停まってしまう。バッテリー本体の極端子とケーブルを接続する為の金具であるバッテリーターミナルが壊れ、ヒルシュがその修理に挑むも直すことができなかったことにより、41号車のリタイアが確定した。AFコルセ・フェラーリ71号車はセルモータートラブルを直すためにピットに戻ることを余儀なくされ、コルベットとアストンマーティンとのLMGTE Proクラス間の争いから脱落した。
サーキットが夕闇で覆われた後、ポルシェ18号車に乗るロマン・デュマがミュルサンヌ・コーナーでブレーキするのが遅すぎてバリアにタイヤをぶつけた。車はピットに戻ることは出来たが、新しいフロントのボディワークが必要となり、5位にまで順位を下げることになった。それから間もなく、ミュルサンヌ・コーナーでシグナテック・アルピーヌ36号車のポール＝ルウ・シャタンがクラッシュ事故を起こし、3度目のセーフティカー導入となった 。セーフティカーのスロー走行中、ロブ・ベルはアストンマーティン97号車をコースの外に出し、そのままリタイアした。セーフティカーがサーキットから出てレースが再開した時、ポルシェ19号車のヒュルケンベルグが、再開1周目のラップでポルシェ17号車のウェバーを追い抜き、続いてアウディ9号車のラストが予定していたピット・ストップに入った時に抜いて、トップへのアタックが出来るポジションにまで順位を上げた。ウェバーは黄旗区間で追い抜きをしてとして、その後に1分間のピット・ストップのペナルティが課せされ、4位にまで順位を落とす。日産21号車は松田次生が右前輪が外れてアルナージュで停止してレース続行が不可能となり、日産はエントリーしていた3台のLMP1カーの1台を失った。日産22号車もハリー・ティンクネルの走行中にインディアナポリス・コーナーで大きな散乱物を引っかけて、長時間の修理を強いられた。
24時間レースも折り返しの12時間が近づくと、アウディ7号車のロッテラーがアウディ9号車から2位の座を奪い、トップを走るポルシェ19号車に対するアウディ勢の中の挑戦者筆頭（1番手）と言える順位にまで上がった。日付が6月14日に替わったこの未明の午前中の時間帯、LMGTEカテゴリーの数台のレースカーはディスクブレーキの交換時期を迎えており、そんなレースカーの1台にフェルナンド・レースが乗るアストンマーティン99号車が含まれていた。99号車はミュルサンヌ・ストレートの第1シケインでブレーキに失敗してコースオフし、コースに戻る時にTDSレーシングのオレカ・ニッサン46号車の後ろに追突した。46号車はLMP2カテゴリーの2位を走行中であったが、シケイン内のグラベルに弾き飛ばされてリタイアに追い込まれた。一方フェルナンド・レースは、破損した99号車でノロノロ走行して何とかピットまで修理の為に戻って来た。G-ドライブのリジェ26号車は、クラストップのKCMG47号車に周回遅れにされる程の大差を付けられてはいるが、クラス2位のポジションを走行することとなった。LMGTE Proクラスでは、コルベット64号車とAFコルセ・フェラーリ51号車が同一周回でしのぎを削っていた。早朝、2位を走っていたアウディ7号車は、後方のボディワークの交換修理の為に7分間のピット・ストップを余儀なくされ、レース順位を下げることとなった。
LMGTE Amクラスのアストンマーティン96号車に乗るロアルト・ゲーテは、コルベット・コーナーでヒュルケンベルグが乗るポルシェ19号車のペースに驚いてスピンし、コンクリートの壁に激突した。ゲーテは意識はあったが、車から助け出す為の救助が必要であったので、4度目のセーフティカー導入を要することとなった。オリヴァー・ターヴェイはこの時にLMP2クラスの最速タイムを出し、Jotaスポーツのギブソン・ニッサン38号車を3位に押し上げた。LMGTE Proクラスのコルベット64号車は、セーフティカーの走行時間中にブレーキを交換する為にピットに戻ったが、出口がクローズされた為にピットレーンに戻れず、AFコルセ・フェラーリ51号車にクラストップの座を奪われることとなった。レースの再スタート後、ポルシェ17号車のウェバーはアウディ9号車を攻略して2位にポジションを上げた。ストラッカ・童夢42号車はギヤボックストラブルを起こし、液体を漏らしながら下り坂を利用した惰力走行をしていたがスロー走行の後に停止してリタイアとなった。ロッテラーが乗るアウディ7号車はスローゾーンで制限速度以下のスロー走行をしていなかった為、ドライブスルー・ペナルティが課されることとなった。SMPレーシング72号車のヴィクトル・シャイタルはインディアナポリス・コーナーでオーバーランしてグラベルに嵌ってしまい2ラップを失ったが、LMGTE Amクラスの2位の順位は維持した。
アウディ9号車はレースペースを落とし始めると、ハイブリッド・システムの修理の為にピットで長時間の作業を余儀なくされたが、アウディ7号車はロッテラーが3分17秒476の最速タイムを出すなどまだ戦う意欲は衰えていなかった。KCMGは、ニコラ・ラピエールのインディアナポリス・コーナーでのスピンに肝を冷やしたが、クラス首位の座を失うことなくコースに復帰している。AFコルセ・フェラーリ51号車はコース上でスロー走行を始め、ギヤボックストラブルでピット作業を強いられることになり、LMGTE Proクラスの争いは、コルベット64号車が首位の座を奪還し、AFコルセ・フェラーリ71号車は初期のトラブルを乗り越えて2位に駆け上がった。ヤン・マーデンボローが乗る日産23号車は、ギヤボックスが壊れて車のフロント部分から発煙した後、ポルシェ・カーブで停止した。日産のワークスマシンで、まだレースを続行しているのは22号車1台のみとなった。小雨がレース残り1時間の時間帯でサーキットの一部に降り始めたが、レースに影響を与える程激しいものではなかった。LMGTE Amクラスで125ラップまで首位を走っていたアストンマーティン98号車のポール・ダラ・ラナは、レース残り45分を切った時点で、フォード・シケインに真っ直ぐ突っ込み、バリアに激突して走行不能となり、SMPレーシング72号車がクラス首位に立ち、そのままフィニッシュした。
その後のレースはスムーズに進行していき、ポルシェ19号車のニコ・ヒュルケンベルグがチェッカー・フラッグを受け、その1周後にハートリーのポルシェ17号車がゴールした。アウディ7号車は、それより更に1周差をつけられた3位でフィニッシュした。アウディは2009年以来のル・マンでの敗北となった。トヨタは、ポルシェとアウディのペースについていくことが出来ず、トップから12周差の7位が最高位であった。ル・マンが本シーズンのWECのデビュー戦となった日産は22号車の1台だけが何とかゴールしたが、周回数が足らず完走扱いとして認められなかった。後に日産のGT-R LM NISMOはハイブリッドシステムの開発が間に合わず、実はハイブリッド機能無しで参戦していたことが明らかにされた。KCMGは、レースの早い段階で独走状態を築いてLMP2クラスで勝利を飾った。Jotaスポーツ38号車は、レースの残り1時間でG-ドライブ26号車を逆転して2位に入っている。コルベット・レーシングは5周差をつけてLMGTE Proクラスで優勝し、オリヴァー・ギャヴィンは自身5回目となるクラス優勝を遂げた。Afコルセは表彰台を2つ獲得し、2位に71号車が入り3位には51号車が入った。LMGTE Amクラスでは、アストンマーティン98号車が残り45分でリタイアしたことにより、俳優のパトリック・デンプシーのチームがSMP・フェラーリに続く2位の座を得た。ル・マン初参戦のスクーデリア・コルサは、クラス3位でフィニッシュした。

### 決勝結果
最低規定周回数は(総合優勝車の走行距離の70%の)276周である。各クラスの勝者は太字で表示。
| 順位 | クラス    | No. | チーム                                     | ドライバー                                                                                 | シャシー                                                 | タイヤ | 周回数 |
| 順位 | クラス    | No. | チーム                                     | ドライバー                                                                                 | エンジン                                                 | タイヤ | 周回数 |
| ---- | --------- | --- | ------------------------------------------ | ------------------------------------------------------------------------------------------ | -------------------------------------------------------- | ------ | ------ |
| 1    | LMP1      | 19  | ポルシェチーム                             | - アール・バンバー - ニック・タンディ - ニコ・ヒュルケンベルグ                             | ポルシェ・919ハイブリッド                                | M      | 395    |
| 1    | LMP1      | 19  | ポルシェチーム                             | - アール・バンバー - ニック・タンディ - ニコ・ヒュルケンベルグ                             | ポルシェ 2.0 L ターボ V4(ガソリン・ターボ・ハイブリッド) | M      | 395    |
| 2    | LMP1      | 17  | ポルシェチーム                             | - ティモ・ベルンハルト - ブレンドン・ハートレイ - マーク・ウェバー                         | ポルシェ・919ハイブリッド                                | M      | 394    |
| 2    | LMP1      | 17  | ポルシェチーム                             | - ティモ・ベルンハルト - ブレンドン・ハートレイ - マーク・ウェバー                         | ポルシェ 2.0 L ターボ V4(ガソリン・ターボ・ハイブリッド) | M      | 394    |
| 3    | LMP1      | 7   | アウディ・スポーツチーム ヨースト          | - アンドレ・ロッテラー - マルセル・フェスラー - ブノワ・トレルイエ                         | アウディ・R18 e-tron クアトロ                            | M      | 393    |
| 3    | LMP1      | 7   | アウディ・スポーツチーム ヨースト          | - アンドレ・ロッテラー - マルセル・フェスラー - ブノワ・トレルイエ                         | アウディ TDI 4.0 L ターボ V6                             | M      | 393    |
| 4    | LMP1      | 8   | アウディ・スポーツチーム ヨースト          | - ロイック・デュバル - ルーカス・ディ・グラッシ - オリバー・ジャービス                     | アウディ・R18 e-tron クアトロ                            | M      | 392    |
| 4    | LMP1      | 8   | アウディ・スポーツチーム ヨースト          | - ロイック・デュバル - ルーカス・ディ・グラッシ - オリバー・ジャービス                     | アウディ TDI 4.0 L ターボ V6                             | M      | 392    |
| 5    | LMP1      | 18  | ポルシェチーム                             | - マルク・リープ - ロマン・デュマ - ニール・ジャニ                                         | ポルシェ・919ハイブリッド                                | M      | 391    |
| 5    | LMP1      | 18  | ポルシェチーム                             | - マルク・リープ - ロマン・デュマ - ニール・ジャニ                                         | ポルシェ 2.0 L ターボ V4(ガソリン・ターボ・ハイブリッド) | M      | 391    |
| 6    | LMP1      | 2   | トヨタ・レーシング                         | - アレクサンダー・ヴルツ - ステファン・サラザン - マイク・コンウェイ                       | トヨタ・TS040 HYBRID                                     | M      | 387    |
| 6    | LMP1      | 2   | トヨタ・レーシング                         | - アレクサンダー・ヴルツ - ステファン・サラザン - マイク・コンウェイ                       | トヨタ 3.7 L V8 (ハイブリッド)                           | M      | 387    |
| 7    | LMP1      | 9   | アウディ・スポーツチーム ヨースト          | - マルコ・ボナノミ - フェリペ・アルブケルケ - レネ・ラスト                                 | アウディ・R18 e-tron クアトロ                            | M      | 387    |
| 7    | LMP1      | 9   | アウディ・スポーツチーム ヨースト          | - マルコ・ボナノミ - フェリペ・アルブケルケ - レネ・ラスト                                 | アウディ TDI 4.0 L ターボ V6                             | M      | 387    |
| 8    | LMP1      | 1   | トヨタ・レーシング                         | - アンソニー・デビッドソン - セバスチャン・ブエミ - 中嶋一貴                               | トヨタ・TS040 HYBRID                                     | M      | 386    |
| 8    | LMP1      | 1   | トヨタ・レーシング                         | - アンソニー・デビッドソン - セバスチャン・ブエミ - 中嶋一貴                               | トヨタ 3.7 L V8 (ハイブリッド)                           | M      | 386    |
| 9    | LMP2      | 47  | KCMG                                       | - マシュー・ハウソン - リチャード・ブラッドリー - ニコラ・ラピエール                       | オレカ・05                                               | D      | 358    |
| 9    | LMP2      | 47  | KCMG                                       | - マシュー・ハウソン - リチャード・ブラッドリー - ニコラ・ラピエール                       | ニッサン VK45DE 4.5 L V8                                 | D      | 358    |
| 10   | LMP2      | 38  | Jotaスポーツ                               | - サイモン・ドゥーラン - オリバー・ターベイ - ミッチ・エヴァンス                           | ギブソン・015S                                           | D      | 358    |
| 10   | LMP2      | 38  | Jotaスポーツ                               | - サイモン・ドゥーラン - オリバー・ターベイ - ミッチ・エヴァンス                           | ニッサン VK45DE 4.5 L V8                                 | D      | 358    |
| 11   | LMP2      | 26  | G-ドライブ・レーシング                     | - ロマン・ルシノフ - ジュリアン・カナル - サム・バード                                     | リジェ・JS P2                                            | D      | 358    |
| 11   | LMP2      | 26  | G-ドライブ・レーシング                     | - ロマン・ルシノフ - ジュリアン・カナル - サム・バード                                     | ニッサン VK45DE 4.5 L V8                                 | D      | 358    |
| 12   | LMP2      | 28  | G-ドライブ・レーシング                     | - グスタヴォ・ヤカマン - リカルド・ゴンザレス - ピポ・デラーニ                             | リジェ・JS P2                                            | D      | 354    |
| 12   | LMP2      | 28  | G-ドライブ・レーシング                     | - グスタヴォ・ヤカマン - リカルド・ゴンザレス - ピポ・デラーニ                             | ニッサン VK45DE 4.5 L V8                                 | D      | 354    |
| 13   | LMP2      | 48  | マーフィ・プロトタイプス                   | - ナタナエル・ベルトン - カルン・チャンドック - マーク・パターソン                         | オレカ・03R                                              | D      | 347    |
| 13   | LMP2      | 48  | マーフィ・プロトタイプス                   | - ナタナエル・ベルトン - カルン・チャンドック - マーク・パターソン                         | ニッサン VK45DE 4.5 L V8                                 | D      | 347    |
| 14   | LMP2      | 27  | SMPレーシング                              | - マウリツィオ・メディアニ - ダヴィド・マルコゾフ - ニコラ・ミナシアン                     | BRエンジニアリング・BR01                                 | M      | 340    |
| 14   | LMP2      | 27  | SMPレーシング                              | - マウリツィオ・メディアニ - ダヴィド・マルコゾフ - ニコラ・ミナシアン                     | ニッサン VK45DE 4.5 L V8                                 | M      | 340    |
| 15   | LMP2      | 31  | エクストリーム・スピード・モータースポーツ | - エド・ブラウン - ヨハネス・ファン・オーヴァーベーク - ジョン・フォガーティ               | リジェ・JS P2                                            | D      | 339    |
| 15   | LMP2      | 31  | エクストリーム・スピード・モータースポーツ | - エド・ブラウン - ヨハネス・ファン・オーヴァーベーク - ジョン・フォガーティ               | ホンダ HR28TT 2.8 L ターボ V6                            | D      | 339    |
| 16   | LMP2      | 45  | イバニェス・レーシング                     | - ジョゼ・イバニェス - ピエール・ペレ - イヴァン・ベラロサ                                 | オレカ・03R                                              | D      | 337    |
| 16   | LMP2      | 45  | イバニェス・レーシング                     | - ジョゼ・イバニェス - ピエール・ペレ - イヴァン・ベラロサ                                 | ニッサン VK45DE 4.5 L V8                                 | D      | 337    |
| 17   | LMGTE Pro | 64  | コルベット・レーシング-GM                  | - オリバー・ギャビン - トミー・ミルナー - ジョーダン・テイラー                             | シボレー・コルベット・C7.R                               | M      | 337    |
| 17   | LMGTE Pro | 64  | コルベット・レーシング-GM                  | - オリバー・ギャビン - トミー・ミルナー - ジョーダン・テイラー                             | シボレー 5.5 L V8                                        | M      | 337    |
| 18   | LMP1      | 13  | レベリオン・レーシング                     | - アレキサンドレ・インペラトーリ - ドミニク・クライハマー - ダニエル・アプト               | レベリオン・R-One                                        | M      | 336    |
| 18   | LMP1      | 13  | レベリオン・レーシング                     | - アレキサンドレ・インペラトーリ - ドミニク・クライハマー - ダニエル・アプト               | AER P60 2.4 L ターボ V6                                  | M      | 336    |
| 19   | LMP2      | 29  | ペガサス・レーシング                       | - レオ・ルッセル - ホーピン・タン - デヴィッド・チョン                                     | モーガン・LMP2                                           | M      | 334    |
| 19   | LMP2      | 29  | ペガサス・レーシング                       | - レオ・ルッセル - ホーピン・タン - デヴィッド・チョン                                     | ニッサン VK45DE 4.5 L V8                                 | M      | 334    |
| 20   | LMGTE Am  | 72  | SMPレーシング                              | - ヴィクトル・シャイタル - アレクセイ・バソフ - アンドレア・ベルトリーニ                   | フェラーリ・458イタリア・GT2                             | M      | 332    |
| 20   | LMGTE Am  | 72  | SMPレーシング                              | - ヴィクトル・シャイタル - アレクセイ・バソフ - アンドレア・ベルトリーニ                   | フェラーリ 4.5 L V8                                      | M      | 332    |
| 21   | LMGTE Pro | 71  | AFコルセ                                   | - ダビデ・リゴン - ジェームス・カラド - オリビエ・ベレッタ                                 | フェラーリ・458イタリア・GT2                             | M      | 332    |
| 21   | LMGTE Pro | 71  | AFコルセ                                   | - ダビデ・リゴン - ジェームス・カラド - オリビエ・ベレッタ                                 | フェラーリ 4.5 L V8                                      | M      | 332    |
| 22   | LMGTE Am  | 77  | デンプシー-プロトン・レーシング            | - パトリック・デンプシー - パトリック・ロング - マルコ・ゼーフリート                       | ポルシェ・911 RSR                                        | M      | 331    |
| 22   | LMGTE Am  | 77  | デンプシー-プロトン・レーシング            | - パトリック・デンプシー - パトリック・ロング - マルコ・ゼーフリート                       | ポルシェ 4.0 L フラット6                                 | M      | 331    |
| 23   | LMP1      | 12  | レベリオン・レーシング                     | - ニコラ・プロスト - ニック・ハイドフェルド - マティアス・ベシェ                           | レベリオン・R-One                                        | M      | 330    |
| 23   | LMP1      | 12  | レベリオン・レーシング                     | - ニコラ・プロスト - ニック・ハイドフェルド - マティアス・ベシェ                           | AER P60 2.4 L ターボ V6                                  | M      | 330    |
| 24   | LMGTE Am  | 62  | スクーデリア・コルサ                       | - ビル・スウィードラー - タウンゼント・ベル - ジェフ・シーガル                             | フェラーリ・458イタリア・GT2                             | M      | 330    |
| 24   | LMGTE Am  | 62  | スクーデリア・コルサ                       | - ビル・スウィードラー - タウンゼント・ベル - ジェフ・シーガル                             | フェラーリ 4.5 L V8                                      | M      | 330    |
| 25   | LMGTE Pro | 51  | AFコルセ                                   | - ジャンマリア・ブルーニ - ジャンカルロ・フィジケラ - トニ・バイランダー                   | フェラーリ・458イタリア・GT2                             | M      | 330    |
| 25   | LMGTE Pro | 51  | AFコルセ                                   | - ジャンマリア・ブルーニ - ジャンカルロ・フィジケラ - トニ・バイランダー                   | フェラーリ 4.5 L V8                                      | M      | 330    |
| 26   | LMGTE Am  | 83  | AFコルセ                                   | - フランソワ・ペロド - エマニュエル・コラール - ルイ・アグアス                             | フェラーリ・458イタリア・GT2                             | M      | 330    |
| 26   | LMGTE Am  | 83  | AFコルセ                                   | - フランソワ・ペロド - エマニュエル・コラール - ルイ・アグアス                             | フェラーリ 4.5 L V8                                      | M      | 330    |
| 27   | LMGTE Pro | 95  | アストンマーティン・レーシング             | - クリストフェル・ニギャルド - ニッキー・ティーム - マルコ・ソレンセン                     | アストンマーティン・V8ヴァンテージ・GTE                  | M      | 330    |
| 27   | LMGTE Pro | 95  | アストンマーティン・レーシング             | - クリストフェル・ニギャルド - ニッキー・ティーム - マルコ・ソレンセン                     | アストンマーティン 4.5 L V8                              | M      | 330    |
| 28   | LMP2      | 30  | エクストリーム・スピード・モータースポーツ | - スコット・シャープ - ライアン・ダルジール - デイヴィッド・ハイネマイヤー・ハンソン       | リジェ・JS P2                                            | D      | 329    |
| 28   | LMP2      | 30  | エクストリーム・スピード・モータースポーツ | - スコット・シャープ - ライアン・ダルジール - デイヴィッド・ハイネマイヤー・ハンソン       | ホンダ HR28TT 2.8 L ターボ V6                            | D      | 329    |
| 29   | LMP2      | 35  | オーク・レーシング                         | - ジャック・ニコレ - ジャン＝マルク・メルラン - エリック・マリス                           | リジェ・JS P2                                            | D      | 328    |
| 29   | LMP2      | 35  | オーク・レーシング                         | - ジャック・ニコレ - ジャン＝マルク・メルラン - エリック・マリス                           | ニッサン VK45DE 4.5 L V8                                 | D      | 328    |
| 30   | LMGTE Pro | 91  | ポルシェ・チーム・マンタイ                 | - リヒャルト・リーツ - ミカエル・クリステンセン - ヨルグ・ベルグマイスター                 | ポルシェ・911 RSR                                        | M      | 327    |
| 30   | LMGTE Pro | 91  | ポルシェ・チーム・マンタイ                 | - リヒャルト・リーツ - ミカエル・クリステンセン - ヨルグ・ベルグマイスター                 | ポルシェ 4.0 L フラット6                                 | M      | 327    |
| 31   | LMGTE Am  | 61  | AFコルセ                                   | - ピーター・アシュリー・マン - ラファエル・ジャンマリア - マッテオ・クレソーニ             | フェラーリ・458イタリア・GT2                             | M      | 326    |
| 31   | LMGTE Am  | 61  | AFコルセ                                   | - ピーター・アシュリー・マン - ラファエル・ジャンマリア - マッテオ・クレソーニ             | フェラーリ 4.5 L V8                                      | M      | 326    |
| 32   | LMP2      | 40  | クローン・レーシング                       | - トレイシー・クローン - ニクラス・イェンソン - ジョアン・バルボーザ                       | リジェ・JS P2                                            | M      | 323    |
| 32   | LMP2      | 40  | クローン・レーシング                       | - トレイシー・クローン - ニクラス・イェンソン - ジョアン・バルボーザ                       | ジャッド HK 3.6 L V8                                     | M      | 323    |
| 33   | LMP2      | 37  | SMPレーシング                              | - ミハイル・アリョーシン - キリル・ラディギン - アントン・ラディギン                       | BRエンジニアリング・BR01                                 | M      | 322    |
| 33   | LMP2      | 37  | SMPレーシング                              | - ミハイル・アリョーシン - キリル・ラディギン - アントン・ラディギン                       | ニッサン VK45DE 4.5 L V8                                 | M      | 322    |
| 34   | LMGTE Pro | 99  | アストンマーティン・レーシング V8          | - フェルナンド・レース - アレックス・マクドウォール - リッチー・スタナウェイ               | アストンマーティン・V8ヴァンテージ・GTE                  | M      | 320    |
| 34   | LMGTE Pro | 99  | アストンマーティン・レーシング V8          | - フェルナンド・レース - アレックス・マクドウォール - リッチー・スタナウェイ               | アストンマーティン 4.5 L V8                              | M      | 320    |
| 35   | LMGTE Am  | 68  | チームAAI                                  | - Han-Chen Chen - ジル・ヴァネレ - マイク・パリシ                                          | ポルシェ・911 RSR                                        | M      | 320    |
| 35   | LMGTE Am  | 68  | チームAAI                                  | - Han-Chen Chen - ジル・ヴァネレ - マイク・パリシ                                          | ポルシェ 4.0 L フラット6                                 | M      | 320    |
| 36   | LMGTE Am  | 66  | JMW・モータースポーツ                      | - クバ・ギエルマジアック - マイケル・アヴェナッティ - アブドゥルアジーズ・アル・ファイサル | フェラーリ・458イタリア・GT2                             | D      | 320    |
| 36   | LMGTE Am  | 66  | JMW・モータースポーツ                      | - クバ・ギエルマジアック - マイケル・アヴェナッティ - アブドゥルアジーズ・アル・ファイサル | フェラーリ 4.5 L V8                                      | D      | 320    |
| 37   | LMGTE Am  | 67  | チームAAI                                  | - Jun-San Chen - シャヴィアー・マーセン - アレックス・カペイディア                         | ポルシェ・911 RSR                                        | M      | 316    |
| 37   | LMGTE Am  | 67  | チームAAI                                  | - Jun-San Chen - シャヴィアー・マーセン - アレックス・カペイディア                         | ポルシェ 4.0 L フラット6                                 | M      | 316    |
| NC   | LMGTE Am  | 98  | アストンマーティン・レーシング             | - ポール・ダラ・ラナ - ペドロ・ラミー - マティアス・ラウダ                                 | アストンマーティン・V8ヴァンテージ・GTE                  | M      | 321    |
| NC   | LMGTE Am  | 98  | アストンマーティン・レーシング             | - ポール・ダラ・ラナ - ペドロ・ラミー - マティアス・ラウダ                                 | アストンマーティン 4.5 L V8                              | M      | 321    |
| NC   | LMP1      | 22  | 日産・ニスモ                               | - ハリー・ティンクネル - アレックス・バンコム - ミハエル・クルム                           | 日産・GT-R LM NISMO                                      | M      | 242    |
| NC   | LMP1      | 22  | 日産・ニスモ                               | - ハリー・ティンクネル - アレックス・バンコム - ミハエル・クルム                           | 日産 VRX30A 3.0 L ターボ V6 (ハイブリッド)               | M      | 242    |
| DNF  | LMP2      | 34  | オーク・レーシング                         | - クリス・カミング - ケビン・エストレ - ローレンス・ヴァントール                           | リジェ・JS P2                                            | D      | 329    |
| DNF  | LMP2      | 34  | オーク・レーシング                         | - クリス・カミング - ケビン・エストレ - ローレンス・ヴァントール                           | ホンダ HR28TT 2.8 L ターボ V6                            | D      | 329    |
| DNF  | LMGTE Am  | 53  | ライリー・モータースポーツ-TI・オート      | - ジェロエン・ブリークモレン - ベン・キーティング - マーク・ミラー                         | ダッジ・バイパー SRT GTS-R                               | M      | 304    |
| DNF  | LMGTE Am  | 53  | ライリー・モータースポーツ-TI・オート      | - ジェロエン・ブリークモレン - ベン・キーティング - マーク・ミラー                         | ダッジ 8.0 L V10                                         | M      | 304    |
| DNF  | LMP2      | 42  | ストラッカ・レーシング                     | - ニック・レベンティス - ジョニー・ケイン - ダニー・ワッツ                                 | ストラッカ・童夢・S103                                   | M      | 264    |
| DNF  | LMP2      | 42  | ストラッカ・レーシング                     | - ニック・レベンティス - ジョニー・ケイン - ダニー・ワッツ                                 | ニッサン VK45DE 4.5 L V8                                 | M      | 264    |
| DNF  | LMGTE Am  | 55  | AFコルセ                                   | - ダンカン・キャメロン - アレックス・モーティマー - マット・グリフィン                     | フェラーリ・458イタリア・GT2                             | M      | 241    |
| DNF  | LMGTE Am  | 55  | AFコルセ                                   | - ダンカン・キャメロン - アレックス・モーティマー - マット・グリフィン                     | フェラーリ 4.5 L V8                                      | M      | 241    |
| DNF  | LMP1      | 23  | 日産・ニスモ                               | - マックス・チルトン - ヤン・マーデンボロー - オリヴィエ・プラ                             | 日産・GT-R LM NISMO                                      | M      | 234    |
| DNF  | LMP1      | 23  | 日産・ニスモ                               | - マックス・チルトン - ヤン・マーデンボロー - オリヴィエ・プラ                             | 日産 VRX30A 3.0 L ターボ V6 (ハイブリッド)               | M      | 234    |
| DNF  | LMP2      | 46  | ティリエ・バイ・TDSレーシング              | - ピエール・ティリエ - ルドヴィッチ・バデイ - トリスタン・ゴメンディ                       | オレカ・05                                               | D      | 204    |
| DNF  | LMP2      | 46  | ティリエ・バイ・TDSレーシング              | - ピエール・ティリエ - ルドヴィッチ・バデイ - トリスタン・ゴメンディ                       | ニッサン VK45DE 4.5 L V8                                 | D      | 204    |
| DNF  | LMGTE Am  | 96  | アストンマーティン・レーシング             | - ロアルト・ゲーテ - スチュアート・ホール - フランチェスコ・カステラッチ                   | アストンマーティン・V8ヴァンテージ・GTE                  | M      | 187    |
| DNF  | LMGTE Am  | 96  | アストンマーティン・レーシング             | - ロアルト・ゲーテ - スチュアート・ホール - フランチェスコ・カステラッチ                   | アストンマーティン 4.5 L V8                              | M      | 187    |
| DNF  | LMP2      | 43  | チーム・サード モラン                      | - ピエール・ラグ - オリヴァー・ウェブ - ゾエル・アムベール                                 | モーガン・LMP2 Evo                                       | D      | 162    |
| DNF  | LMP2      | 43  | チーム・サード モラン                      | - ピエール・ラグ - オリヴァー・ウェブ - ゾエル・アムベール                                 | サード 3.6 L V8                                          | D      | 162    |
| DNF  | LMP1      | 21  | 日産・ニスモ                               | - 松田次生 - ルーカス・オルドネス - マルク・シュルジツキー                                 | 日産・GT-R LM NISMO                                      | M      | 115    |
| DNF  | LMP1      | 21  | 日産・ニスモ                               | - 松田次生 - ルーカス・オルドネス - マルク・シュルジツキー                                 | 日産 VRX30A 3.0 L ターボ V6 (ハイブリッド)               | M      | 115    |
| DNF  | LMP2      | 36  | シグナテック アルピーヌ                    | - ネルソン・パンシアティシ - ポール＝ルウ・シャタン - ヴァンサン・カピラール               | アルピーヌ・A450b                                        | D      | 110    |
| DNF  | LMP2      | 36  | シグナテック アルピーヌ                    | - ネルソン・パンシアティシ - ポール＝ルウ・シャタン - ヴァンサン・カピラール               | ニッサン VK45DE 4.5 L V8                                 | D      | 110    |
| DNF  | LMGTE Pro | 97  | アストンマーティン・レーシング             | - ダレン・ターナー - シュテファン・ミュッケ - ロブ・ベル                                   | アストンマーティン・V8ヴァンテージ・GTE                  | M      | 110    |
| DNF  | LMGTE Pro | 97  | アストンマーティン・レーシング             | - ダレン・ターナー - シュテファン・ミュッケ - ロブ・ベル                                   | アストンマーティン 4.5 L V8                              | M      | 110    |
| DNF  | LMGTE Am  | 50  | ラルブル・コンペティション                 | - ジャンルカ・ロダ - パオロ・ルベルティ - クリスティアン・ポウルセン                       | シボレー・コルベット C7.R                                | M      | 94     |
| DNF  | LMGTE Am  | 50  | ラルブル・コンペティション                 | - ジャンルカ・ロダ - パオロ・ルベルティ - クリスティアン・ポウルセン                       | シボレー 5.5 L V8                                        | M      | 94     |
| DNF  | LMP2      | 41  | グリーヴス・モータースポーツ               | - ガリー・ヒルシュ - ジョン・ランカスター - ガエタン・パレトウ                             | ギブソン・015S                                           | D      | 71     |
| DNF  | LMP2      | 41  | グリーヴス・モータースポーツ               | - ガリー・ヒルシュ - ジョン・ランカスター - ガエタン・パレトウ                             | ニッサン VK45DE 4.5 L V8                                 | D      | 71     |
| DNF  | LMGTE Am  | 88  | アブダビ・レーシング                       | - クリスティアン・リート - クラウス・バフラー - ハリド・アル・クバイシ                     | ポルシェ・911 RSR                                        | M      | 44     |
| DNF  | LMGTE Am  | 88  | アブダビ・レーシング                       | - クリスティアン・リート - クラウス・バフラー - ハリド・アル・クバイシ                     | ポルシェ 4.0 L フラット6                                 | M      | 44     |
| DNF  | LMGTE Pro | 92  | ポルシェ・チーム・マンタイ                 | - パトリック・ピレ - フレデリック・マコヴィッキィ - ヴォルフ・ヘンツラー                   | ポルシェ・911 RSR                                        | M      | 14     |
| DNF  | LMGTE Pro | 92  | ポルシェ・チーム・マンタイ                 | - パトリック・ピレ - フレデリック・マコヴィッキィ - ヴォルフ・ヘンツラー                   | ポルシェ 4.0 L フラット6                                 | M      | 14     |
| EX   | LMP1      | 4   | チーム・バイコレス                         | - シモン・トルマー - ピエール・カッファー - ティアゴ・モンテイロ                           | CLM P1/01                                                | M      | 260    |
| EX   | LMP1      | 4   | チーム・バイコレス                         | - シモン・トルマー - ピエール・カッファー - ティアゴ・モンテイロ                           | AER P60 2.4 L ターボ V6                                  | M      | 260    |
| WD   | LMGTE Pro | 63  | コルベット・レーシング-GM                  | - ヤン・マグヌッセン - アントニオ・ガルシア - ライアン・ブリスコー                         | シボレー・コルベット C7.R                                | M      | –      |
| WD   | LMGTE Pro | 63  | コルベット・レーシング-GM                  | - ヤン・マグヌッセン - アントニオ・ガルシア - ライアン・ブリスコー                         | シボレー 5.5 L V8                                        | M      | –      |